# 3630 Lubomír
A 3630 Lubomír (ideiglenes jelöléssel 1984 QN) a Naprendszer kisbolygóövében található aszteroida. Antonín Mrkos fedezte fel 1984. augusztus 28-án.